# Яніна (Золочів)
Яніна (пол. Janina) — колишній польський етнічний клуб з футболу у місті Золочів.

## Відомості
У 1933 році виборола путівку до класу «А» в змаганнях 6-ти найсильніших команд Тернопільського воєводства: із «Поділлям», «Кресами», «ŻRKS», «Егудою» — усі — Тернопіль, чортківським «Стшельцем» (посіли останнє місце).
У 1934 році — один з 8-ми найкращих футбольних клубів Тернопільського воєводства, які розігрували між собою першість Окружної ліги в класі «Б» (інші — «Поділля», «Легіон», «Креси», «Егуда», «ŻRKS» — усі з Тернополя, «Спарта» (Теребовля), «Кресовіци» (Збараж)).
Також брала участь у розіграші першості Польщі в класі «А», який проводився серед округів. від Тернопільського воєводства разом з «Яніною» грали «Поділля», «Креси», «Егуда».